# Timothé Rupil
 (août 2025).
Timothé Rupil, né le 12 juin 2003 à Luxembourg, est un footballeur international luxembourgeois qui évolue au poste de milieu de terrain au FSV Mayence.

## Biographie

### Carrière en club
Timothé Rupil commence à jouer au football avec l'ES Clemency, avant de passer au Käerjeng 97 en 2015,. À l'été de 2019, alors qu'il est notamment courtisé par Aston Villa, il est transféré à Mayence qui évolue alors en Bundesliga, y rejoignant l'équipe des moins de 17 ans,.

### Carrière en sélection
Avec les moins de 16 ans, il inscrit un but lors d'un match amical contre le Kosovo en septembre 2018. À plusieurs reprises, il est capitaines chez les moins de 16 ans et les moins de 17 ans.
Il fait ses débuts avec l'équipe du Luxembourg le 7 octobre 2020, entrant en jeu dans le match amical perdu 2-1 contre le Liechtenstein,.